# Alexander Shlemenko
Alexander Pavlovich Shlemenko (Omsk, 20 de maio de 1984) é um lutador russo de artes marciais mistas, atualmente luta no Peso Médio do Bellator MMA, onde ele é o Campeão Peso Médio. Alexander é um especialista em Kickboxing. Ele treina na Saturno Profi clube desportivo em Omsk, Rússia, e é formado em Educação Física.Tambem ajudou a divulgar o jogo League of Legends no campeonato mundial realizado em Pequim na China sendo o garoto propaganda